# Rózsa Mária
Rózsa Mária (Marosvásárhely, 1932. június 8. –) tankönyvszerkesztő, Rózsa Ferenc felesége.

## Életútja
A 2. sz. Állami Leánygimnáziumban érettségizett (1951), majd a bukaresti Makszim Gorkij Főiskolán orosz nyelv és irodalomból (1956), a marosvásárhelyi Tanárképző Főiskolán magyar-román nyelv- és irodalomból szerzett tanári oklevelet (1971). 1950–51-ben az Ifjúmunkás szerkesztőségének belső munkatársa, 1952–58 között a Bukaresti Rádió magyar adásának riportere. 1960-tól az Oktatási Minisztérium alárendeltségébe tartozó Tanügyi és Pedagógiai Könyvkiadó szerkesztője, 1970–81 között a magyar és német nemzetiségi szerkesztőség vezetője, 1981–89 között felelős szerkesztő. 1990-ben – már nyugdíjasként – az Oktatási Minisztériumban az RMDSZ megbízott szakfelügyelője; az év őszétől Marosvásárhelyen a Papiu Ilarian, illetve a Bolyai Farkas Líceumban tanár.

## Munkássága
Kutatási területe a magyar nyelvű tankönyvírás és -kiadás története Erdélyben és Romániában. 1965-től több mint 300 könyvismertető, neveléstudományi és oktatástörténeti, gyermek- és ifjúsági irodalommal foglalkozó cikket, tanulmányt közölt a Tanügyi Újság, Művelődés, Előre, Üzenet, a Romániai Magyar Szó és főleg A Hét hasábjain.
A Bukaresti Rádió magyar adásában a gyermek- és ifjúsági irodalom köréből a Tankönyvkiadónál megjelent pedagógiai és oktatáselméleti könyveket ismertette állandó rovatban. 1970-től oktatási segédanyagok, szemléltető munkák összeállítását, kiadását intézte. Az Óvodások lemeztára, illetve Kisiskolások lemeztára szerkesztője és felvételezője az Electrecord kiadásában. Diakép- és diafilmsorozatokat, hangkazettákat állított össze a magyar irodalom tanításához (Romániai magyar írók élete és munkássága, Irodalmi dokumentumok a magyar irodalom tanításához a IX. osztályban, János vitéz, Toldi, „Világ világa, virágnak virága”. Válogatás a magyar költészet remekeiből).
Szerkesztésében jelentek meg az általános iskolák magyar olvasó- és nyelvtankönyvei az V–VIII. osztályok számára (1960-tól), a kétkötetes líceumi Világirodalom tankönyv (1972), az óvónő- és tanítóképzők számára írott Gyermek- és ifjúsági irodalom tankönyv (1976), az Irodalmi kistükör (1973), a Tanári Műhely és az Oktatás Gyakorlata című kiadványsorozatok, a IX. és XII. osztályok számára készült Magyar irodalom tankönyvek (1980-1981).
A Ion Creangă Könyvkiadó részére Koszorú címmel válogatást állított össze Tompa Mihály verseiből (1984).